# Tainonia
Tainonia es un género de arañas de la familia Pholcidae, orden Araneae. Fue descrito por Bernhard A. Huber en 2000.

## Especies
- Tainonia bayahibe Huber & Astrin, 2009
- Tainonia cienaga Huber & Astrin, 2009
- Tainonia samana Huber & Astrin, 2009
- Tainonia serripes (Simon, 1893)
- Tainonia visite Huber & Astrin, 2009